# Teatro Dal Verme

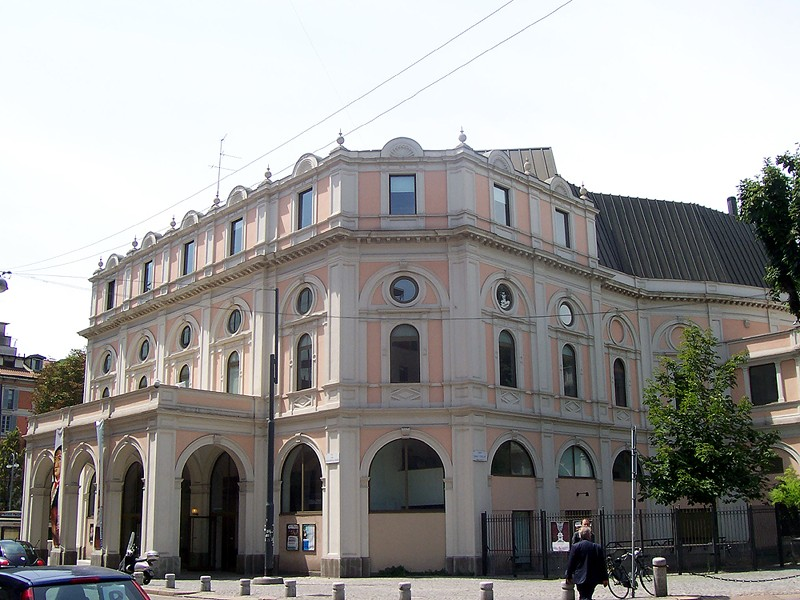
Gevel van het theater

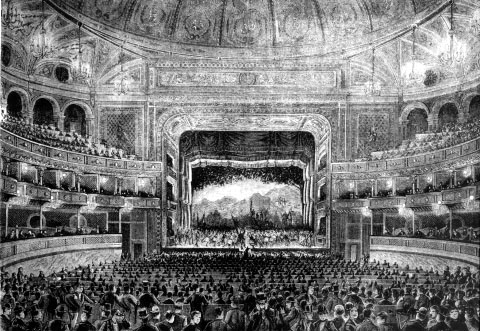
Overzicht van de zaal van het Teatro Dal Verme circa 1875

Het Teatro Dal Verme is een theater in Milaan, Italië gelegen aan de Via San Giovanni sul Muro, waar vroeger het privétheater Politeama Ciniselli stond. Het is ontworpen door Pestagalli in opdracht van graaf Francesco Dal Verme, en werd voornamelijk gebruikt voor toneelstukken en opera-uitvoeringen gedurende de 19e eeuw en het begin van de 20e eeuw. Tegenwoordig wordt het theater niet langer gebruikt voor opera, en is een gelegenheid voor concerten, toneelstukken en dansuitvoeringen en bovendien voor tentoonstellingen en conferenties.
Het originele theater had 3.000 zitplaatsen, en was voorzien van een grote cupola en was gevormd in de traditionele hoefijzervorm, met twee lagen loges en een grote galerij (of loggione) die alleen al 1.000 zitplaatsen bevatte. Het theater opende op 14 september 1872 met een productie van Meyerbeers Les Huguenots. Gedurende haar 'gouden jaren', beleefde het theater wereldpremières van Puccini's Le Villi (31 mei 1884); Leoncavallo's Pagliacci (21 mei 1892), I Medici (9 november 1893) en Cowens Signa (12 november 1893).
Tegen de jaren dertig uit de twintigste eeuw werd het theater voornamelijk gebruikt als bioscoop. Het werd ernstig beschadigd door de Amerikaanse bombardementen in de Tweede Wereldoorlog, waarna de Duitse bezetters er alle metalen delen vanaf haalden. In 1946 werd het gedeeltelijk herbouwd en in de jaren vijftig van de twintigste eeuw werd het gebruikt voor musicals. Daarna werd het weer als bioscoop gebruikt, en voor politieke conferenties.
In 1991 onderging het interieur van het theater een belangrijke verbouwing en renovatie, die duurde tot 1998. Het heeft nu een modern auditorium, de Sala Grande, met 1.420 zitplaatsen, en een tweede, kleinere zaal, de Sala Piccola met 200 zitplaatsen, en ten slotte een ruimte voor tentoonstellingen en conferenties, de Sala Terrazzo. Vanaf september 2001 wordt het bewind gevoerd door de Fondazione I Pomeriggi Musicali.